# Melitus Mugabe Were
Pour les articles homonymes, voir Mugabe (homonymie) et Were (homonymie).
Melitus Mugabe Were (9 août 1968 - 29 janvier 2008) est un homme politique kényan, membre du Mouvement démocratique orange (ODM), le parti d'opposition de Raila Odinga lors des élections générales kényanes de 2007.

## Biographie
D'origine luhya, Melitus Were grandit et passe son adolescence dans le bidonville de Dandora, un bidonville de Nairobi situé en bordure de ce qui est considéré comme la plus grande décharge d'Afrique (1° 14′ 52″ S, 36° 53′ 50″ E).
Grâce aux missionnaires comboniens, il effectue ses études secondaires au Kiserian Semirary de Nairobi.

En 1988, il aide les missionnaires à fonder le National Catholic Youth Centre de Ruaraka, un bidonville voisin de Dandora, avant de partir en Italie où il étudie les sciences sociales à l'université pontificale grégorienne de Rome et où il épouse la jeune italienne Maria Palma. Il revient, alors, au Kenya et crée une entreprise de construction.

### Carrière politique
Il devient adhérent au parti politique LDP et, en 200], il est élu au conseil communal de Dandora. Lorsque Raila Odinga quitte le LDP et crée l'ODM en mars 2006, il en devient membre et pose sa candidature pour un poste de député lors des élections législatives de 2007.
Le 27 décembre 2007, il est élu député représentant de la circonscription électorale d'Embakasi (Zone de Nairobi) à l'Assemblée nationale du Kenya lors de ces élections législatives organisées le même jour que l'élection présidentielle ayant abouti, elle, à la réélection contestée du président Mwai Kibaki.
Dès le 30 décembre 2007, date des premières émeutes, Were essaye de faire entendre la voix de la modération dans la crise politique que traverse le Kenya depuis cette réélection contestée de Kibaki, faisant la navette entre les dirigeants des différents groupes politiques et organisant une  marche en faveur de la paix civile juste avant sa mort.

### Assassinat
Dans la nuit du 28 au 29 janvier 2008 (peu après minuit selon les témoignages), il est violemment extrait de sa voiture par deux individus puis mortellement blessé par arme à feu devant sa maison de Woodley (banlieue de Nairobi contigüe de Kibera). Il décède pendant son transfert à l’hôpital.

Immédiatement, les sympathisants de l'ODM déclarent que « le meurtre est un assassinat politique destiné à intimider leur mouvement »

« We suspect the foul hand of our adversaries in this (Nous soupçonnons, dans ceci, la main répugnante de nos adversaires) »

— Raila Odinga, député de l'ODM
Le 29 janvier, des partisans du député tué manifestent leur colère en brulant des vieux pneus et en arrachant des poteaux électriques dans les environs de sa maison. Ayant réussi à envahir la propriété, la police doit les déloger au moyen de gaz lacrymogènes.
Melitus Were est inhumé à Nairobi le 14 février 2008 après une absoute prononcée en la basilique The Holy Family Minor.
En août 2008, cinq suspects dont celui soupçonné d’être l'assassin, un certain James Omondi Odera alias Castro, sont arrêtés. tous sont bien connus de la justice pour faits de violences et de rapts. Le 16 janvier 2009, James Omondi Odera tente de s'évader de la Haute cour de Nairobi (High Court of Kenya) lors d'une audition.

### Vie privée
Melitus Were est bigame (comme l'autorise la Constitution et les lois kényanes). Sa première épouse est Maria Palma, une italienne et la seconde Agnes Wairimu, une kényane d'origine kikuyu.
Il crée et dirige plusieurs œuvres caritatives à Dandora :
- fondation et direction d'un orphelinat : le Villa Taeg Mondoazzuro Children's Home[5] ;
- construction d'une passerelle sur la rivière Nairobi ;
- construction d'un terrain de football ;
- aide pécuniaire pour la scolarisation de jeunes filles.